# レッド・カーペット・マサカー〜美しき深紅〜
『レッド・カーペット・マサカー〜美しき深紅〜』（原題：Red Carpet Massacre）は、イギリスのロック・バンド、デュラン・デュランが2007年に発表した、カヴァー・アルバムも含めれば通算12作目のスタジオ・アルバム。

## 背景
バンドは当初、『アストロノート』（2004年）に続く新作として、よりダークで政治色の強いアルバム『Reportage』の制作を進めており、ニック・ローズによればイラク戦争やアフガニスタン紛争といった、世界の混乱に対する不満を反映した内容だったという。それに対して、レーベル側はヒットを狙える曲がないことを危惧し、バンドは梃入れのため、一部の曲でティンバランドを共同プロデューサーとして招くことにした。しかし、その方針に賛同できなかったギタリストのアンディ・テイラーが脱退を表明。最終的には『Reportage』の制作は棚上げとなり、バンドはティンバランドの人脈を迎えて、一からアルバムを作り直した。なお、ローズは本作リリース後の2008年、『Reportage』に関して「いつか発表したいと思っている。とても面白いアルバムで、鋭角的かつインディー・ロック色が強くて、明らかに俺達の初期のルーツに立ち返っているからね」と語っている。また、ジョン・テイラーは2011年、ティンバランドの起用はレーベル主導だったと主張しており、「とんでもない悪夢だった」「同時期にアンディが出て行ったこともあって、ティンバランドの音作りは、以前の俺達と全然違う物になった」とコメントしている。
収録曲「ナイト・ランナー」と「フォーリング・ダウン」の制作には、ティンバランドのプロデュースでデビューしたミュージシャン、ジャスティン・ティンバーレイクが貢献した。サイモン・ル・ボンによれば、本作からのリード・シングルとなった「フォーリング・ダウン」に関しては、ティンバーレイクはデュラン・デュランが1993年に発表した曲「オーディナリー・ワールド」のテンポや感触を意識していたが、バンド側はティンバーレイクのヒット曲「ワット・ゴーズ・アラウンド.../... カムズ・アラウンド」的な要素を取り入れることにしたという。
2006年10月26日に開始されたアメリカ・ツアーでは、ドム（ドミニク）・ブラウンがサポート・ギタリストに起用されており、その時点では本作のタイトルは未定だった。
日本盤に関しては、2007年9月の時点では同年11月7日に発売予定と報じられたが、その後11月21日に延期され、最終的には再度12月5日まで延期された。

## 反響
バンドの母国イギリスでは、先行シングル「フォーリング・ダウン」が2007年11月24日付の全英シングルチャートで52位となるが、翌週にはトップ100圏外に落ちた。そして、本作は全英アルバムチャートで3週トップ100入りするが、最高44位に終わった。
イタリアでは「フォーリング・ダウン」がシングル・チャートで2位に達し、本作は同国のアルバム・チャートで10位を記録した。アメリカのBillboard 200では36位に達し、前作『アストロノート』（2004年）に引き続き全米トップ40入りを果たした。

## 評価
マット・コーラー（Matt Collar）はオールミュージックにおいて5点満点中3.5点を付け「興味深いことに、ボーカリストのサイモン・ル・ボン、キーボーディストのニック・ローズ、ベーシストのジョン・テイラー、ドラマーのロジャー・テイラーといったオリジナル・ラインナップ（ギタリストのアンディ・テイラーはレコーディング前に脱退）は、ザ・キラーズのように分かりやすいネオ・ニュー・ウェイヴへ向かうのではなく、ネイト・"ダンジャハンズ"・ヒルズやティンバランドといった現代的なダンス・ポップ系プロデューサーと組み、鋭角的でクラブ指向のルーツに立ち返ったのみならず、ジャスティン・ティンバーレイクやネリー・ファータドといったティンバランド人脈の現代的アーティストにも匹敵するほど、ラジオでもかかりやすいサウンドへのアップデートを行った」と評している。キャロライン・サリヴァン（Caroline Sullivan）は「ガーディアン」紙のレビューで5点満点中3点を付け「グループはキーボーディストのニック・ローズが言うところの『グルーヴの要素』に注力して、その結果、彼らの作品の中でもより冒険的な一枚となり、グルーヴという意味では充実しているが、彼らの大ヒット曲の背景にあったメロディアスさには欠けている」と評している。また、ジョン・バーグストロム（John Bergstrom）はポップマターズにおいて「デュラン・デュランの作品の中でも、特に良い曲のコレクションの一つ」とする一方「全くデュラン・デュランらしくないアルバム」「『彼らがニュー・ウェイヴのルーツに立ち返った』と持ち上げられているが、実際にはデュラン・デュランの優れたアルバムをリミックスしたかのように響き、それ故、単に良いアルバムでしかなくなった」と評している。

## 収録曲
特記なき楽曲は作詞がサイモン・ル・ボン、作曲がデュラン・デュランとネイト・ヒルズの共作による。
1. ヴァリー – "The Valley" – 4:57
2. レッド・カーペット・マサカー – "Red Carpet Massacre" – 3:16
3. ナイト・ランナー – "Nite-Runner" – 3:58
  - 作詞：サイモン・ル・ボン、ティム・モズレー、ジャスティン・ティンバーレイク／作曲：デュラン・デュラン、ネイト・ヒルズ、ティム・モズレー
4. フォーリング・ダウン – "Falling Down" – 5:41
  - 作詞：サイモン・ル・ボン／作曲：デュラン・デュラン、ジャスティン・ティンバーレイク
5. ボックス・フル・オブ・ハニー – "Box Full O' Honey" – 3:10
6. スキン・ダイヴァーズ – "Skin Divers" – 4:23
  - 作詞：サイモン・ル・ボン、ティム・モズレー／作曲：デュラン・デュラン、ネイト・ヒルズ、ティム・モズレー
7. テンプテッド – "Tempted" – 4:24
8. トリックト・アウト – "Tricked Out" – 2:46
9. ズーム・イン – "Zoom In" – 3:27
  - 作詞：サイモン・ル・ボン／作曲：デュラン・デュラン、ネイト・ヒルズ、ティム・モズレー
10. シーズ・トゥー・マッチ – "She's Too Much" – 5:14
11. ダーティ・グレイト・モンスター – "Dirty Great Monster" – 3:36
12. ラスト・マン・スタンディング – "Last Man Standing" – 4:02

### 日本盤ボーナス・トラック
1. クライ・ベイビー・クライ – "Cry Baby Cry" – 3:55

### デラックス・エディション盤DVD
7.は日本初回生産限定盤のみ収録のボーナス映像である。
1. アルバム・レコーディング風景 - "The Album"
2. アートワーク・撮影風景 - "The Artwork"
3. ミュージック・ヴィデオ・収録 - "The Video"
4. キャンペーン - "The Campaign"
5. アウト-テイク（コメント集） - "The Out-Takes"
6. 写真集 - "The Stills"
7. 「フォーリング・ダウン」ミュージック・ヴィデオ - "Falling Down (Music Video)"

## 参加ミュージシャン
- サイモン・ル・ボン – ボーカル
- ニック・ローズ – キーボード
- ジョン・テイラー – ベース
- ロジャー・テイラー（英語版） – ドラムス

アディショナル・ミュージシャン
- ドミニク・ブラウン - ギター
- マーセラ・アライカ - プログラミング(on #1)
- ジャスティン・ティンバーレイク - アディショナル・ボーカル(on #3, #4)
- ティンバランド - アディショナル・ボーカル(on #3, #6)
- ジム・ビーンズ - アディショナル・ボーカル(on #3, #10)
- テリー・ウォーカー - アディショナル・ボーカル(on #6)
- サイモン・ウィルスクロフト - サクソフォーン(on #11)